# Карл Робінсон
Карл Робінсон (англ. Carl Robinson, нар. 13 жовтня 1976, Лландріндод-Веллс) — валлійський футболіст, що грав на позиції півзахисника. По завершенні ігрової кар'єри — тренер. Відомий за виступами в низці англійських команд та клубах MLS, а також у національній збірній Уельсу. Чемпіон Канади як футболіст і як тренер.

## Клубна кар'єра
Карл Робінсон народився в місті Лландріндод-Веллс в Уельсі. У дорослому футболі дебютував 1995 року виступами за команду «Вулвергемптон», щоправда у 1996 році футболіста відправили в пврічну оренду до клубу «Шрусбері Таун». Після повернення з оренди Робінсон став гравцем основного складу команди, грав у її складі до 2002 року, взявши участь у 165 матчах чемпіонату.
У 2002 році Карл Робінсон став гравцем клубу «Портсмут», проте гравцем основного складу стати не зумів, і до 2004 року клуб віддавав його в оренду до клубів «Шеффілд Венсдей», «Волсолл», «Ротергем Юнайтед», «Шеффілд Юнайтед» і «Сандерленд». У 2004 році «Сандерленд» викупив контракт футболіста, і він рахувався на контракті в «Сандерленді» до 2006 року", проте в 2005 році Робінсона відправили в оренду до Норвіч Сіті", і в 2006 році вже «Норвіч Сіті» викупив контракт футболіста, який грав у цій команді до 2007 року.
У 2007 році Карл Робінсон став гравцем клубу MLS «Торонто». У 2009 році футболіст у складі команди виборов титул чемпіона Канади. У складі «Торонто» Робінсон грав до 2010 року, після чого став гравцем іншого клубу MLS «Нью-Йорк Ред Буллз», у якому грав до завершення виступів на футбольних полях у 2012 році.

## Виступи за збірні
Протягом 1995—1997 років Карл Робінсон залучався до складу молодіжної збірної Уельсу. На молодіжному рівні зіграв у 6 офіційних матчах. У 1998 році футболіст включався до другої збірної, або олімпійської збірної Уельсу, у складі цієї команди провів 2 матчі.
У 1999 році Робінсон дебютував у складі національної збірної Уельсу. У складі національної збірної футболіст грав до 2009 року, провів у її формі 52 матчі, забивши один гол.

## Кар'єра тренера
Карл Робінсон розпочав тренерську кар'єру відразу ж по завершенні кар'єри гравця, 2012 року, увійшовши до тренерського штабу клубу MLS «Ванкувер Вайткепс». У 2013 році колишній футболіст очолив тренерський штаб «Ванкувер Вайткепс», очолював ванкуверський клуб до 2018 року. У 2015 році виграв із клубом чемпіонат Канади.
На початку 2020 року Карл Робінсон очолив австралійський клуб «Ньюкасл Юнайтед Джетс», проте ще в цьому ж році тренер перейшов на роботу до іншого австралійського клубу «Вестерн Сідней Вондерерз». У сіднейській команді Робінсон працював до 2022 року.
| Дата       | Місто                 | Господарі         | Результат | Гості                | Турнір            | Голи | Примітки  |
| ---------- | --------------------- | ----------------- | --------- | -------------------- | ----------------- | ---- | --------- |
| 4-9-1999   | Мінськ                | Білорусь          | 1 – 2     | Уельс                | Відбір до ЧЄ 2000 | -    | 81'       |
| 2-6-2000   | Шавеш                 | Португалія        | 3 – 0     | Уельс                | товариський матч  | -    | 68'       |
| 24-3-2001  | Єреван                | Вірменія          | 2 – 2     | Уельс                | Відбір до ЧС 2002 | -    | 71' 73'   |
| 28-3-2001  | Кардіфф               | Уельс             | 1 – 1     | Україна              | Відбір до ЧС 2002 | -    |           |
| 1-9-2001   | Суонсі                | Уельс             | 0 – 0     | Вірменія             | Відбір до ЧС 2002 | -    | 80'       |
| 5-9-2001   | Осло                  | Норвегія          | 3 – 2     | Уельс                | Відбір до ЧС 2002 | -    | 84'       |
| 6-10-2001  | Кардіфф               | Уельс             | 1 – 0     | Білорусь             | Відбір до ЧС 2002 | -    | 65' 69'   |
| 13-2-2002  | Кардіфф               | Уельс             | 1 – 1     | Аргентина            | товариський матч  | -    | 90'       |
| 21-8-2002  | Вараждин              | Хорватія          | 1 – 1     | Уельс                | товариський матч  | -    | 70'       |
| 20-11-2002 | Баку                  | Азербайджан       | 0 – 2     | Уельс                | Відбір до ЧЄ 2004 | -    | 90+2'     |
| 29-3-2003  | Кардіфф               | Уельс             | 4 – 0     | Азербайджан          | Відбір до ЧЄ 2004 | -    | 19'       |
| 26-5-2003  | Сан-Хосе (Каліфорнія) | США               | 2 – 0     | Уельс                | товариський матч  | -    | 78'       |
| 11-10-2003 | Кардіфф               | Уельс             | 2 – 3     | Сербія та Чорногорія | Відбір до ЧЄ 2004 | -    | 89'       |
| 18-2-2004  | Кардіфф               | Уельс             | 4 – 0     | Шотландія            | товариський матч  | -    | 72'       |
| 31-3-2004  | Будапешт              | Угорщина          | 1 – 2     | Уельс                | товариський матч  | -    | 89'       |
| 27-5-2004  | Осло                  | Норвегія          | 0 – 0     | Уельс                | товариський матч  | -    | 75'       |
| 30-5-2004  | Рексем                | Уельс             | 1 – 0     | Канада               | товариський матч  | -    | 79'       |
| 18-8-2004  | Рига                  | Латвія            | 0 – 2     | Уельс                | товариський матч  | -    | 88'       |
| 9-10-2004  | Манчестер             | Англія            | 2 – 0     | Уельс                | Відбір до ЧС 2006 | -    | 59'       |
| 9-2-2005   | Кардіфф               | Уельс             | 2 – 0     | Угорщина             | товариський матч  | -    | 90'       |
| 26-3-2005  | Рексем                | Уельс             | 0 – 2     | Австрія              | Відбір до ЧС 2006 | -    |           |
| 30-3-2005  | Зальцбург             | Австрія           | 1 – 0     | Уельс                | Відбір до ЧС 2006 | -    |           |
| 17-8-2005  | Кардіфф               | Уельс             | 0 – 0     | Словенія             | товариський матч  | -    | 85'       |
| 3-9-2005   | Кардіфф               | Уельс             | 0 – 1     | Англія               | Відбір до ЧС 2006 | -    | 54'       |
| 8-10-2005  | Белфаст               | Північна Ірландія | 2 – 3     | Уельс                | Відбір до ЧС 2006 | 1    |           |
| 12-10-2005 | Кардіфф               | Уельс             | 2 – 0     | Азербайджан          | Відбір до ЧС 2006 | -    |           |
| 16-11-2005 | Лімасол               | Кіпр              | 1 – 0     | Уельс                | товариський матч  | -    |           |
| 1-3-2006   | Кардіфф               | Уельс             | 0 – 0     | Парагвай             | товариський матч  | -    | 75'       |
| 27-5-2006  | Грац                  | Уельс             | 2 – 1     | Тринідад і Тобаго    | товариський матч  | -    |           |
| 15-8-2006  | Суонсі                | Уельс             | 0 – 0     | Болгарія             | товариський матч  | -    |           |
| 2-9-2006   | Теплиці               | Чехія             | 2 – 1     | Уельс                | Відбір до ЧЄ 2008 | -    | 76'       |
| 5-9-2006   | Лондон                | Уельс             | 0 – 2     | Бразилія             | товариський матч  | -    | 53'       |
| 7-10-2006  | Кардіфф               | Уельс             | 1 – 5     | Словаччина           | Відбір до ЧЄ 2008 | -    |           |
| 11-10-2006 | Кардіфф               | Уельс             | 3 – 1     | Кіпр                 | Відбір до ЧЄ 2008 | -    |           |
| 14-11-2006 | Рексем                | Уельс             | 4 – 0     | Ліхтенштейн          | товариський матч  | -    | 80'       |
| 6-2-2007   | Белфаст               | Північна Ірландія | 0 – 0     | Уельс                | товариський матч  | -    |           |
| 24-3-2007  | Дублін                | Ірландія          | 1 – 0     | Уельс                | Відбір до ЧЄ 2008 | -    | 86' 90+1' |
| 26-5-2007  | Рексем                | Уельс             | 2 – 2     | Нова Зеландія        | товариський матч  | -    |           |
| 2-6-2007   | Кардіфф               | Уельс             | 0 – 0     | Чехія                | Відбір до ЧЄ 2008 | -    |           |
| 8-9-2007   | Кардіфф               | Уельс             | 0 – 2     | Німеччина            | Відбір до ЧЄ 2008 | -    |           |
| 12-9-2007  | Трнава                | Словаччина        | 2 – 5     | Уельс                | Відбір до ЧЄ 2008 | -    |           |
| 13-10-2007 | Нікосія               | Кіпр              | 3 – 1     | Уельс                | Відбір до ЧЄ 2008 | -    |           |
| 17-10-2007 | Серравалле            | Сан-Марино        | 1 – 2     | Уельс                | Відбір до ЧЄ 2008 | -    |           |
| 17-11-2007 | Кардіфф               | Уельс             | 2 – 2     | Ірландія             | Відбір до ЧЄ 2008 | -    | 37'       |
| 6-2-2008   | Рексем                | Уельс             | 3 – 0     | Норвегія             | товариський матч  | -    | 66'       |
| 1-6-2008   | Роттердам             | Нідерланди        | 2 – 0     | Уельс                | товариський матч  | -    | 46'       |
| 20-8-2008  | Суонсі                | Уельс             | 1 – 2     | Грузія               | товариський матч  | -    |           |
| 6-9-2008   | Кардіфф               | Уельс             | 1 – 0     | Азербайджан          | Відбір до ЧС 2010 | -    | 89'       |
| 10-9-2008  | Москва                | Росія             | 2 – 1     | Уельс                | Відбір до ЧС 2010 | -    | 21' 46'   |
| 11-10-2008 | Кардіфф               | Уельс             | 2 – 0     | Ліхтенштейн          | Відбір до ЧС 2010 | -    | 56'       |
| 15-10-2008 | Менхенгладбах         | Німеччина         | 1 – 0     | Уельс                | Відбір до ЧС 2010 | -    | 76'       |
| 28-3-2009  | Кардіфф               | Уельс             | 0 – 2     | Фінляндія            | Відбір до ЧС 2010 | -    | 64'       |
| Усього     |                       | Матчів            | 52        |                      | Голів             | 1    |           |

## Титули і досягнення

### Як гравця
- Чемпіон Канади (1):

«Торонто»: 2009

### Як тренера
- Чемпіон Канади (1):

«Ванкувер Вайткепс»: 2015